# Malakoff

Położenie Malakoff w ramach aglomeracji paryskiej

Malakoff – miejscowość i gmina we Francji, w regionie Île-de-France, w departamencie Hauts-de-Seine.
Według danych na rok 2012 gminę zamieszkiwało 30 420  osób, a gęstość zaludnienia wynosiła 14 696  osób/km². Wśród 1287 gmin regionu Île-de-France Malakoff plasuje się na 861. miejscu pod względem powierzchni.